# الدوري الهولندي لكرة السلة
الدوري الهولندي لكرة السلة هو دوري كرة سلة للمحترفين في هولندا تأسس في 1960 يلعب فيه 8 فرق. فريق شوتيرس دن بوش هو الأكثر تتويجا باللقب.

## أبرز الفرق
- شوتيرس دن بوش
- دونار لكرة السلة

## وصلات خارجية
- الموقع الإلكتروني